# Championnat des Bahamas de football
Le championnat des Bahamas de football existe depuis 1991. C'est une compétition placée sous l'égide de la fédération des Bahamas de football. 
Jusqu'en 2008, le championnat national se joue entre les vainqueurs des ligues de New Providence et de Grand Bahama. En 2008, la fédération bahaméenne met en place un championnat à poule unique, la BFA Senior League, qui regroupe selon les années entre 8 et 12 équipes, qui s'affrontent à deux reprises.

## Palmarès

### Championnat avec finale nationale
- 1991-1992 : Britam United
- 1992-1993 : Britam United
- 1993-1994 : Britam United
- 1994-1995 : Britam United
- 1995-1996 : Freeport Rugby FC 3-0 JS Johnson
- 1996-1997 : Cavalier FC
- 1997-1998 : Cavalier FC
- 1998-1999 : Cavalier FC
- 1999-2000 : Abacom United FC (Marsh Town)
- 2000-2001 : Cavalier FC 2-1 Abacom United FC
- 2001-2002 : Finale non disputée
- 2002-2003 : Bears Football Club 2-1 Abacom United FC
- 2003-2004 : Finale non disputée
- 2005 : Finale non disputée
- 2005-2006 : Finale non disputée
- 2007 : Finale non disputée
- 2008 : Finale non disputée

### BFA Senior League
- 2008-2009 : Bears FC
- 2009-2010 : Bears FC
- 2010-2011 : Bears FC
- 2011-2012 : Bears FC
- 2013 : Bears FC
- 2013-2014 : Lyford Cay FC
- 2014-2015 : Western Warriors SC (en)
- 2015-2016 : Bears FC
- 2016-2017 : Western Warriors SC (en)
- 2017-2018 : University of the Bahamas FC
- 2018-2019 : Dynamos FC
- 2020 : Championnat abandonné
- 2022-2023 : Western Warriors SC (en)
- 2023-2024 : Western Warriors SC (en)

## Meilleurs buteurs
| Championnat | Joueur(s)                   | Club(s)  | Total de buts |
| ----------- | --------------------------- | -------- | ------------- |
| 2008-2009   | Bears FC                    | Bears FC | 14            |
| 2010-2011   | Nesley Jean Lesly St. Fleur | Bears FC | 16            |